# La casa dalle finestre che ridono
La casa dalle finestre che ridono è un film del 1976 diretto da Pupi Avati.
Nel 1979 ha vinto il premio della Critica al Festival du Film Fantastique di Parigi ed è anche diventato un film di culto.

## Trama
Anni cinquanta. Il giovane restauratore Stefano, tramite l'intercessione dell'amico Antonio, riceve l'incarico da parte del sindaco di un paese della bassa padana di riportare alla luce un macabro affresco in una chiesa nella campagna circostante. L'opera, che raffigura il martirio di San Sebastiano, è stata dipinta da un folle pittore del posto morto suicida vent'anni prima, Buono Legnani.
Stefano rimane molto affascinato dall'affresco, ma pochi colloqui con il parroco Don Orsi e altre persone del posto sono sufficienti a convincerlo che tanto l'opera quanto il suo autore non godono di altrettanta stima fra la gente del paese. Alcune telefonate anonime, che lo invitano ad andarsene rinunciando al restauro, e qualche frase sibillina di Coppola, l'iracondo e alcolizzato tassista del luogo, gli instillano il sospetto che l'affresco e il suo autore nascondano un qualche mistero che la morbosa sonnolenza del paese non riesce completamente a celare.
La conferma ai suoi sospetti arriva proprio dall'amico analista Antonio, anche lui sul posto per condurre test sulle acque del fiume, che gli preannuncia sconvolgenti scoperte riguardo a una “casa dalle finestre che ridono” ma che muore, prima di potergliele rivelare, precipitando dalla finestra della stanza d'albergo dove avrebbero dovuto incontrarsi. Il tragico evento viene frettolosamente archiviato dalle autorità del luogo come suicidio, nonostante Stefano testimoni di aver visto l'ombra del probabile assassino muoversi dietro la tenda della finestra.
Una forza oscura manovra nell'ombra per impedire che la verità venga a galla e tanta è l'omertà nel minuscolo paesino e la diffidenza nei confronti del giovane restauratore che la proprietaria dell'albergo dove risiede, con una banale scusa presto smentita dalla cameriera, lo priva della stanza lasciandolo senza alloggio.
Gli viene però in soccorso Lidio, giovane chierichetto malizioso, che gli procura una sistemazione in una fatiscente villa patrizia, apparentemente abitata soltanto da una vecchia costretta a letto dall'infermità. Lì, Stefano casualmente trova un vetusto registratore a filo d'acciaio con incise alcune frasi deliranti. Convinto che si tratti della voce del Legnani, Stefano inizia una personale indagine sulla vita del pittore, ricavando tuttavia soltanto notizie frammentarie: noto come “il pittore delle agonie” per l'abitudine di ritrarre persone in punto di morte, aveva trascorso l'infanzia in Brasile insieme alle due sorelle, con le quali era dedito a strani riti incestuosi che l'avevano reso folle al punto da suicidarsi dandosi fuoco ed era morto senza che il suo cadavere fosse mai stato ritrovato.
La vera svolta nell'indagine arriva quando, a restauro praticamente ultimato, Stefano (che nel frattempo ha iniziato una relazione con la giovane maestra Francesca, arrivando a condividere con lei il suo alloggio alla villa), recatosi a recuperare i pochi averi di Antonio, entra in possesso di un ingiallito faldone che testimonia come l'amico avesse condotto una circostanziata indagine sulla vita del pittore; nei documenti si sospetta che le sorelle gli procurassero cadaveri da ritrarre ed è presente una loro vecchia fotografia scattata in Brasile: Stefano coglie immediatamente la forte somiglianza tra le due donne e le figure delle Erinni che nell'affresco straziano il corpo del martire. L'eccitazione per la notevole scoperta si tramuta però rapidamente in collera quando si rende conto che l'affresco è stato deturpato da ignoti con l'acido in modo da cancellare le figure femminili, vanificando così il suo lavoro.
Pressato dalla fidanzata sconvolta, Stefano decide di lasciare il paese la mattina successiva. Proprio in procinto di partire incontra Coppola che, per ritorsione contro le autorità del paese che gli hanno ritirato la licenza del taxi, decide di rompere il silenzio su Buono Legnani e le sue sorelle. Lo accompagna così a un casale abbandonato, un tempo residenza del pittore, le cui finestre sono grottescamente decorate da bocche sorridenti: la casa dalle finestre che ridono di cui gli aveva parlato Antonio. Coppola racconta di come le sorelle, che sono ancora vive, procurassero i soggetti da ritrarre che prima venivano torturati, uccisi e poi sepolti nelle adiacenze del casale. Scavando un poco, mostra la gran quantità di resti umani nascosta nel terreno. Egli stesso era una delle vittime prescelte ma era riuscito a salvarsi per miracolo.
Terrorizzato da quanto appreso, Stefano torna di corsa a prendere Francesca per fuggire insieme, ma la trova morta, trafitta e appesa per le braccia. Anche Coppola è sparito, così al restauratore non resta che tornare in paese e denunciare tutto ai Carabinieri, i quali tuttavia non trovano riscontri al suo racconto perché qualcuno si è tempestivamente attivato per rimuovere tutte le prove; contemporaneamente viene ritrovato anche il cadavere di Coppola nel fiume.
Invitato dal sindaco a dormire in paese per poi partire la mattina successiva, Stefano viene nottetempo attirato con l'inganno alla villa diroccata da una strana telefonata. Salendo a perdifiato fino alla soffitta illuminata trova le sorelle del Legnani che, in una macabra trasposizione dell'affresco, stanno torturando un moribondo Lidio: durante la loro aggressione contro Francesca, Lidio aveva tentato di violentarla e trascinato dal raptus aveva confessato tutto quello che sapeva delle sorelle. Le due, accusando il tradimento, avevano così deciso di massacrarlo. Una delle sorelle, che Stefano riconosce essere la paralitica padrona di casa, aprendo un armadio gli mostra un grosso contenitore dove in una soluzione di formalina (in realtà, il prodotto chimico che dovrebbe essere usato è la formaldeide) è conservata la carcassa scarnata del pittore, alla memoria del quale le due folli, con l'aiuto di Lidio, continuano ad offrire sacrifici umani. La mossa è però una trappola che permette alla ignota seconda sorella di ferire gravemente Stefano, che riesce tuttavia a fuggire e, grazie all'oscurità, a nascondersi nell'intricata vegetazione del giardino. L'indomani, sebbene debilitato dall'emorragia, riesce a tornare in paese per chiedere aiuto, ma gli abitanti, barricati dietro le finestre chiuse, fingono di non udire le sue grida disperate. L'unico a prendere finalmente una decisione, poiché la situazione è arrivata davvero al limite, è il sindaco Solmi che chiama la polizia di Ferrara. Abbandonato e provato dalla profonda ferita, non sapendo a chi altri rivolgersi, Stefano si dirige alla chiesa in cerca di Don Orsi.
Qui Stefano vive il suo dramma finale: il parroco altri non è che la seconda sorella del Legnani che, insieme alla finta paralitica, incombe minacciosamente su di lui per terminare ciò che aveva iniziato la sera precedente. Mentre in lontananza si odono le sirene della polizia, una figura ignota si avvicina alla chiesa.

## Galleria d'immagini

Lino Capolicchio - Stefano
Francesca Marciano - Francesca
Gianni Cavina - Coppola
Ines Ciaschetti - portiera
Pina Borione - Laura Legnani, la "paralitica"
Un'altra scena con Laura Legnani (Pina Borione)
Vanna Busoni - Maestra
Bob Tonelli - Solmi
Pietro Brambilla - Lidio
Eugene Walter - Don Orsi (il parroco)
Giulio Pizzirani - Antonio Mazza
Arrigo Lucchini - Droghiere

## Produzione

### Genesi
Pupi Avati ha tratto l'idea per la realizzazione del film da un episodio della sua infanzia. Nel comune dove risiedeva fu infatti aperta la tomba di un prete, ma i resti rinvenuti appartenevano misteriosamente a una donna. La zia del futuro regista, per farlo star buono quando era bambino, lo minacciava del possibile arrivo del "prete donna", spauracchio da lei inventato sulla scorta del fatto sopracitato.
Una bozza originaria della sceneggiatura è stata sviluppata nei primi anni settanta con il nome La luce dell'ultimo piano.

### Cast
Il giovane Lidio è interpretato da Pietro Brambilla, attore di Cremona (nipote di Ugo Tognazzi) allora pressoché sconosciuto; in quello stesso anno interpretò il giovane neofascista protagonista di San Babila ore 20: un delitto inutile. Il ruolo della protagonista femminile, assegnato poi a Francesca Marciano, era stato concepito invece per Mariangela Melato, che aveva già lavorato con Avati in Thomas e gli indemoniati. La Melato, già contesa da altre importanti produzioni, non accettò scoraggiata dallo scarso budget del film.

### Riprese
Il film è stato girato in cinque settimane tra aprile e maggio 1976 a Comacchio e Minerbio, in Emilia-Romagna, I titoli di coda riportano tuttavia i De Paolis In.Ci.R. Studios di Roma per motivi puramente burocratici.
La casa dalle finestre che ridono era un casolare, non più esistente, situato presso Malalbergo, in provincia di Bologna. La villa in cui alloggiano Stefano e Francesca è Villa Boccaccini, nei pressi del Lido delle Nazioni, in provincia di Ferrara. Parte del film è stata girata a pochi chilometri di distanza, ovvero a Comacchio, dove sono visibili il loggiato della chiesa dei Frati Cappuccini (l'arrivo di Stefano e il passaggio col taxi di Coppola) e altri particolari del centro del paese della cittadina, nella scena in cui Stefano di notte assiste alla caduta di Antonio dalla finestra, quando Stefano va dal droghiere per indagare sulla vendita di acido muriatico, quando, nel finale, Stefano sul sidecar di Coppola e ferito, va a chiedere aiuto. La chiesa è a San Giovanni in Triario, nel comune di Minerbio, mentre la trattoria "Poppi" si trova a San Martino in Soverzano, frazione dello stesso comune.
Alle 21:06 del 6 maggio 1976 ci furono le prime scosse di terremoto in Friuli e la troupe si trovava a Comacchio davanti al finto Albergo Italia per girare la scena dell'omicidio di Antonio Mazza che viene spinto dal balcone del palazzo. Cesare Bastelli ricorda che le scosse furono talmente forti che le campane della chiesa a pochi metri di distanza si misero a suonare da sole. La prima scossa è stata registrata in un frammento del film, nonostante si sia verificata nell'attimo di un cambio scena.

## Distribuzione
Il film è stato distribuito nei cinema italiani dalla Euro International Film il 16 agosto 1976. Ha incassato complessivamente 722.135.201 lire a livello nazionale.

## Accoglienza

### Critica
Mereghetti scrive che "l'idea vincente di Avati (...) è trasformare la Bassa padana, assolata, sonnacchiosa e con tanti scheletri nascosti negli armadi, nel teatro ideale per un horror. All'epoca venne notato dalla critica, ma solo in seguito è diventato un cult. Bellissimi il colpo di scena conclusivo (...) e il finale sospeso".
Vincent Malausa su Cahiers du cinéma del gennaio 2024 dedica un articolo al film di Pupi Avati che, si legge, sarà edito in Blu-ray e UHD dall'editore cult francese Le Chat qui fume in occasione della programmazione estiva al Paris International Fantastic Film Festival nell'estate 2024. Il critico francese scrive che il protagonista Lino Capolicchio si trova immerso in una Twin Peaks ante litteram. Pur non raccogliendo il regista italiano la venerazione che hanno avuto in patria Dario Argento o Lucio Fulci, per quanto riguarda i film horror, ed essendosi dedicato in seguito a uno stile che viene definito di accademismo pesante, La casa delle finestre che ridono viene presentato come il punto culminante della programmazione al PIFFF, in un filone del regista che firmerà poi il suo capolavoro finale nell'ambito del B-movie, Zeder.

## Riconoscimenti
- 1976 – Festival du Film Fantastique di Parigi 
  - Premio della Critica